# Clubiona wolongica
Clubiona wolongica là một loài nhện trong họ Clubionidae.
Loài này thuộc chi Clubiona. Clubiona wolongica được miêu tả năm 1999 bởi Zhu & An.